# SN 2005fb
SN 2005fb – supernowa typu Ia odkryta 10 września 2005 roku w galaktyce A030117-0038. W momencie odkrycia miała maksymalną jasność 21,20m.